# Mercedes-Benz CLS 63 AMG
Mercedes-Benz CLS 63 AMG — автомобілі, що почали випускатися компанією Mercedes-Benz з 2006 року. Виготовляються в кузовах седан, універсал і купе. Існують такі покоління цієї моделі:
- Mercedes-Benz CLS (C219) (2006-2007);
- Mercedes-Benz CLS (C219) (2007-2011);
- Mercedes-Benz CLS (C218) (2011-2014);
- Mercedes-Benz CLS (X218) (2012-2014);
- Mercedes-Benz CLS (C218) (2014-н.ч.);
- Mercedes-Benz CLS (X218) (2014-н.ч.).

## Опис
CLS 63 AMG має двигун, потужністю 525 к.с., а обертовий момент досягає 700 Нм, працює в парі з семиступінчастою коробкою передач Speedshift MCT. До сотні розганяється за 4,4 с., а максимальна швидкість 250 км/ч. Mercedes-Benz пропонує для моделі пакет опцій Performance Package, що включає доведення двигуна до 557 к.с. і 800 Нм. Розгін до сотні скорочується на 0,1 сек. (до 4,3 с), а максимальна швидкість стає 300 км/год.

## Безпека
У 2012 році автомобілі Mercedes-Benz CLS-класу тестувалися Інститутом Страхування Дорожнього Руху:
| Бічна сторона | Захист голови водія | Захист голови пасажиру на задньому сидінні | Шия і голова водія | Голова і шия пасажира на задньому сидінні | Торс водія | Кабіна | Передній удар | Грудна клітка | Фронтальний удар з малим перкриттям | Заднє сидіння загалом | Ліва нога | Права нога | Міцність даху |
| ------------- | ------------------- | ------------------------------------------ | ------------------ | ----------------------------------------- | ---------- | ------ | ------------- | ------------- | ----------------------------------- | --------------------- | --------- | ---------- | ------------- |
| Добре         | Добре               | Добре                                      | Добре              | Добре                                     | Добре      | Добре  | Добре         | Добре         | Незадовільно                        | Добре                 | Добре     | Добре      | Добре         |

## Огляд моделі

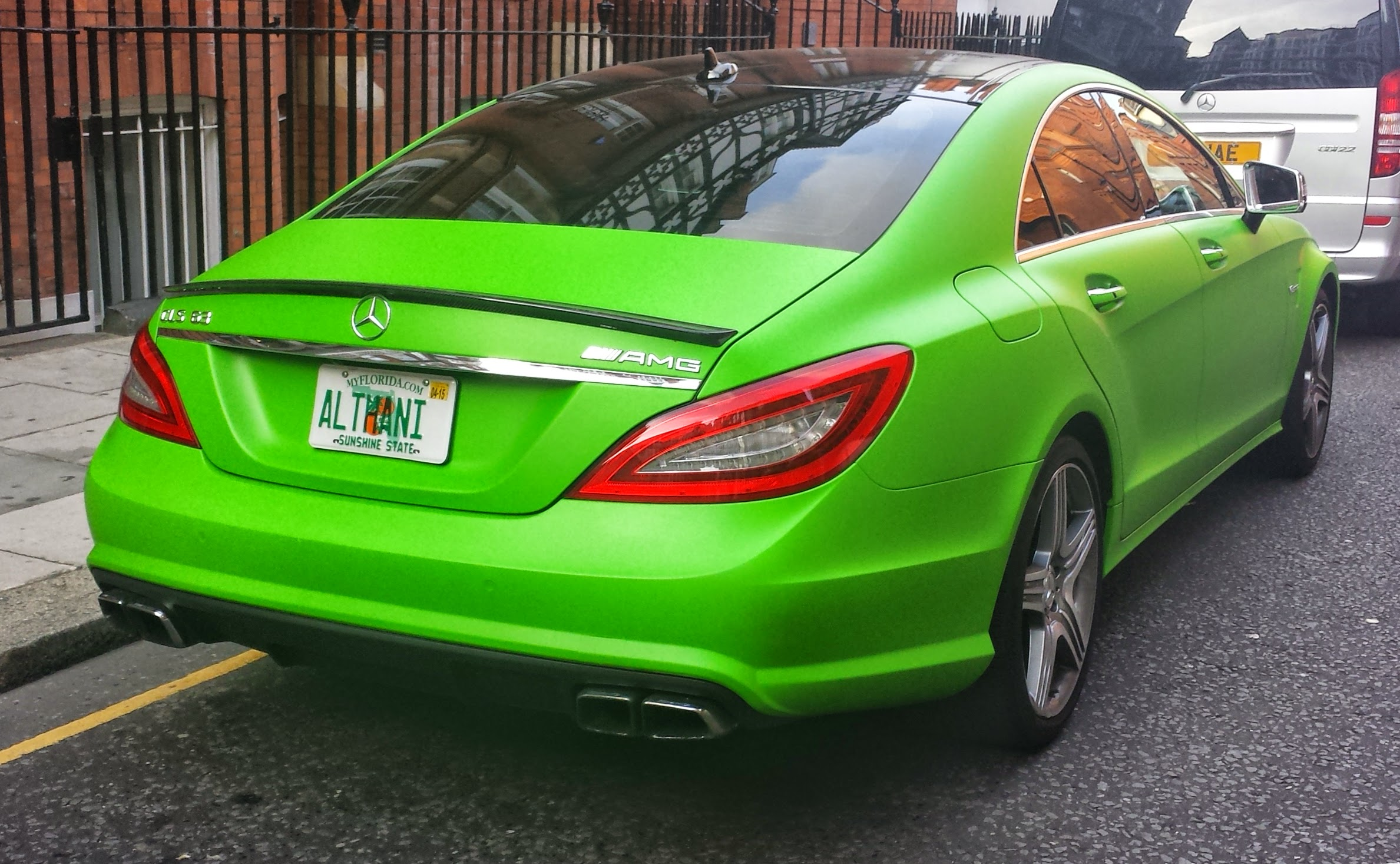
Mercedes-Benz CLS 63 AMG (C219) back
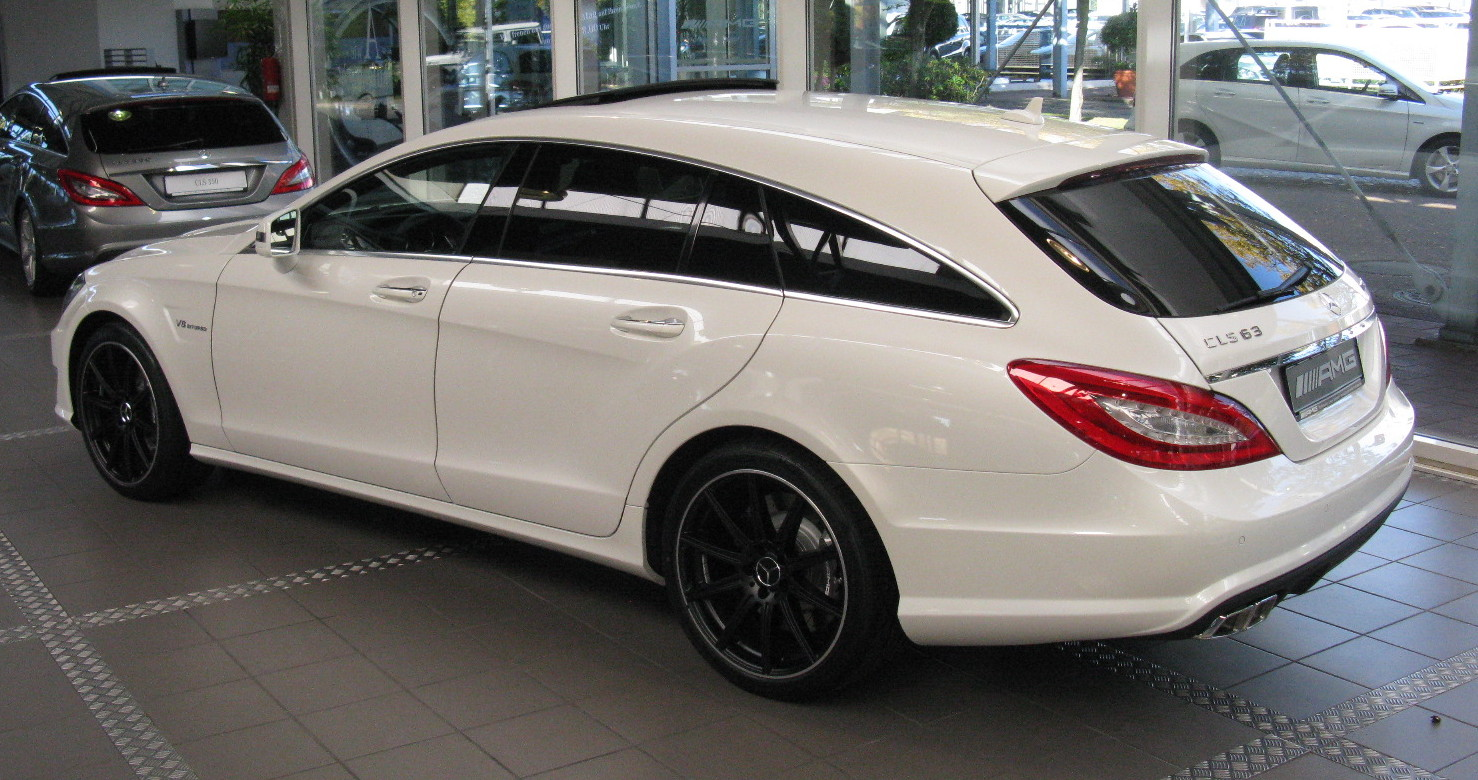
Mercedes-Benz CLS 63 AMG Shooting Brake back (2011-2014)
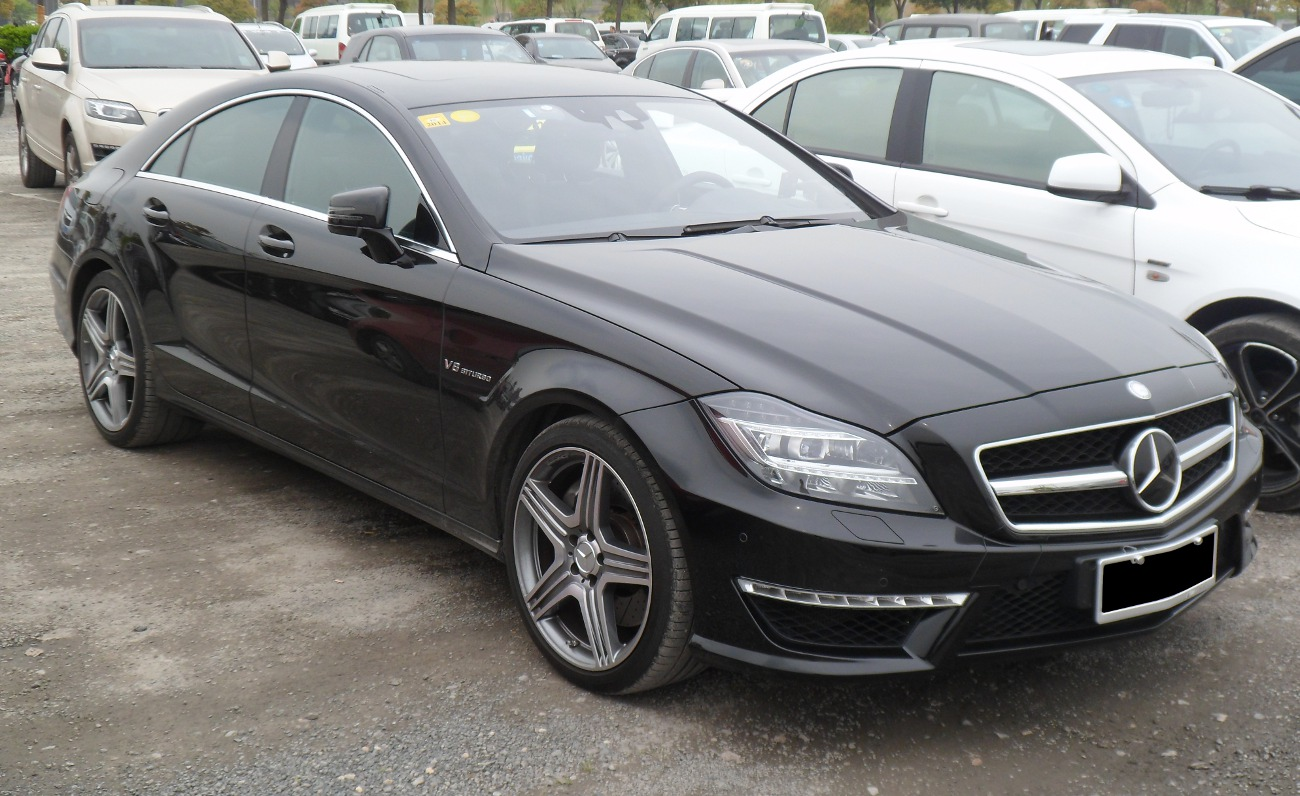
Mercedes CLS 63 AMG (C218) (2011-2014)
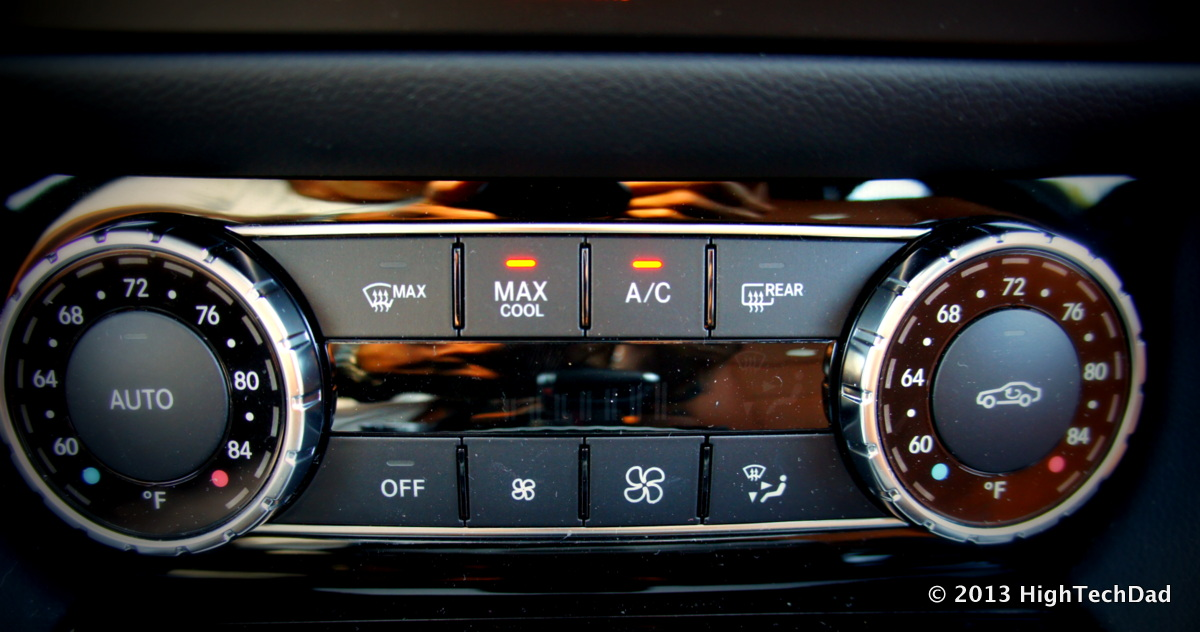
Mercedes CLS 63 AMG interior